# HTC Touch Dual
De HTC Touch Dual, ook bekend als de HTC Nike is een smartphone die geproduceerd is door HTC. De Touch Dual is in november 2007 uitgebracht en draait op Windows Mobile 6.1.

## Beschikbaarheid
De HTC Touch Dual werd officieel aangekondigd op 1 oktober 2007 in Londen. In verschillende landen werd het toestel ook door T-Mobile verkocht onder de naam T-Mobile MDA Touch Plus.

## Specificaties
De HTC Touch Dual maakt gebruik van Windows Mobile 6.1 Professional. Deze smartphone heeft een 2,0 megapixelcamera aan de achterkant en heeft tevens aan de voorkant een camera om mee te beeldbellen. Verder kan de telefoon verbinding maken met HDPA-netwerken.